# José Miguel Castro
José Miguel Castro Bascuñán (Santiago, 5 de agosto de 1974) es un médico veterinario y político chileno del partido Renovación Nacional (RN). Actualmente se desempeña como diputado por el Distrito 3 de la Región de Antofagasta.
También es conocido nacionalmente debido a su participación como animador y veterinario del programa de televisión La Ley de la Selva, transmitido por Mega.

## Biografía
Hijo de Moisés Alberto Castro Bocaz y María Josefina Bascuñán Santa Cruz. Casado con Vania Catalina Korlaet Gómez, con quien tiene 2 hijos.
Cursó sus estudios de Enseñanza Básica y Media en el Colegio Seminario Pontificio Menor, de la comuna de Las Condes, Región Metropolitana de Santiago, del cual egresó el año 1993.
A su egreso de la Enseñanza Media, se incorpora a la Universidad Gabriela Mistral para estudiar la carrera de Psicología. Inmerso en sus estudios universitarios, decide cambiar de universidad y de carrera e ingresa a la Escuela de Medicina Veterinaria de la Universidad Mayor, en donde obtiene el grado académico de Licenciado en Medicina Veterinaria y el título de Médico Veterinario. Posteriormente, estudia un máster en Gestión Ambiental en la Universidad del Desarrollo y ha realizado diversos cursos sobre eficiencia energética.

## Trayectoria profesional
En el ejercicio de su profesión se ha desempeñado en el ámbito privado.
Por otra parte, participó como animador y veterinario del programa de televisión “La Ley de la Selva”, por aproximadamente siete años, en el canal Mega. También en el canal CNN con cápsulas sobre medioambiente y en radio.
Al radicarse definitivamente en la ciudad de Antofagasta en el año 2010, crea una empresa medio ambiental y es asesor en el mismo tema. Además, participó activamente en las Aldeas Infantes SOS, institución de la cual ha sido Embajador. Asimismo, participó en la Corporación de Padres y Amigos por el Limitado Visual (Corpaliv), organización sin fines de lucro que acoge, orienta y acompaña a padres con alguna discapacidad visual.

## Carrera política
Comenzó al ingresar como militante al partido Renovación Nacional. En agosto de 2017, inscribe su candidatura a la Cámara Baja por el 3° Distrito, que comprende las comunas de Antofagasta, Calama, María Elena, Mejillones, Ollagüe, San Pedro de Atacama, Sierra Gorda, Taltal y Tocopilla, de la Región de Antofagasta, como representante del partido Renovación Nacional. En la misma lista que Paulina Núñez Urrutia. Tras las elección parlamentaria de noviembre de 2017, resultó elegido con la segunda mayoría dentro de Chile Vamos, con 5181 votos, equivalentes al 3,19% de los sufragios.
El 7 de abril de 2025, asumió como Presidente de la Cámara de Diputadas y Diputados tras someterse a sorteo, luego de que se produjera un empate con su principal contendora del oficialismo, Camila Rojas, militante del Frente Amplio (FA).

## Historial electoral

### Elecciones parlamentarias de 2017
- Elecciones parlamentarias de 2017 a Diputado por el distrito 3 (Antofagasta, Calama, María Elena, Mejillones, Ollagüe, San Pedro de Atacama, Sierra Gorda, Taltal y Tocopilla)[6]

### Elecciones parlamentarias de 2021
- Elecciones parlamentarias de 2021 a Diputado por el distrito 3 (Antofagasta, Calama, María Elena, Mejillones, Ollagüe, San Pedro de Atacama, Sierra Gorda, Taltal y Tocopilla)[7]